# Orgilus maculiventris
Orgilus maculiventris är en stekelart som först beskrevs av Cresson 1872.  Orgilus maculiventris ingår i släktet Orgilus och familjen bracksteklar. Inga underarter finns listade i Catalogue of Life.